# Roebtsovsk
Roebtsovsk (Russisch: Рубцовск) is een stad in de Russische kraj Altaj in het zuiden van Siberië. De stad ligt op de bossteppe, aan de oever van de rivier de Alej (zijrivier van de Ob), op 281 kilometer ten zuidwesten van de stad Barnaoel. De stad had 163.063 inwoners bij de volkstelling van 2002 en is daarmee na Barnaoel en Biejsk de derde stad van de kraj naar inwoneraantal. Het vormt het bestuurlijk centrum van het gelijknamige gemeentelijke district. Bij de stad ligt de luchthaven Roebtsovsk.
De plaats werd opgericht in 1886 als de nederzetting Roebtsovo nabij de dorpjes Olovjanisjnikovo en Polovinkino. Officieel bestaat de plaats echter sinds 1892, toen de inwoners toestemming kregen om de grond te gebruiken. De naam veranderde later in Roebtsovka. De stichter was Michail Roebtsovsk, een migrant uit het gouvernement Samara. In 1913 kreeg de nederzetting de status van stationsplaats en in 1927 de status van stad. De stad groeide snel door de aanleg van de spoorlijn Novonikolajevsk (nu Novosibirsk) - Semipalatinsk (nu Semey), onderdeel van de latere Turksib en tijdens de Tweede Wereldoorlog door de evacuatie van fabrieken uit Europees Rusland naar steden achter de Oeral. In Roebtsovsk ging het om een landbouwmachinefabriek uit Odessa en een tractorfabriek uit Charkov. Deze fabrieken bleven na de oorlog en vormden zo de industriële basis van Roebtsovsk.
De stad onderhoudt vriendschapsbanden met de Amerikaanse stad Grants Pass.

## Demografie
| 1939   | 1959    | 1970    | 1979    | 1989    | 2002    |
| ------ | ------- | ------- | ------- | ------- | ------- |
| 18.000 | 111.000 | 145.000 | 157.000 | 171.700 | 163.063 |

## Geboren in Roebtsovsk
- Raisa Gorbatsjova (1932-1999), vrouw van ex-president Michail Gorbatsjov

Bestuurlijk centrum: Barnaoel

Alejsk · Belokoericha · Biejsk · Gornjak · Jarovoje · Kamen aan de Ob · Novoaltajsk · Roebtsovsk · Slavgorod · Zarinsk · Zmeinogorsk